# Sedlare
Sedlare (cyr. Седларе) – wieś w Serbii, w okręgu pomorawskim, w gminie Svilajnac. W 2011 roku liczyła 617 mieszkańców.